# グリーンリー郡 (アリゾナ州)
グリーンリー郡（英: Greenlee County）は、アメリカ合衆国アリゾナ州の南東部に位置する郡である。人口は9,563人（2020年）。アリゾナ州で最も人口の少ない郡である。郡庁所在地はクリフトンである。

## 歴史
グリーンリー郡は1909年に創設され、クリフトン地域の初期開拓者だったメイソン・グリーンリーに因んで名付けられた。アリゾナ州では14番目の郡であり、グレアム郡から分割して作られたが、グレアム郡はかなりの歳入が失われることになるので、グリーンリー郡の新設に反対していた。郡創設以来クリフトンが一貫して郡庁所在地である。

## 政治
グリーンリー郡は昔から民主党支持の郡である。アメリカ合衆国議会下院選挙ではアリゾナ州第1選挙区に属し、クック投票動向指数では共和党+6であり、現在の議員は共和党のポール・ゴーザーである。アリゾナ州議会下院では共和党と民主党の各1人の議員が議席を務めている。アリゾナ州議会上院では共和党議員が務めている。

## 地理
アメリカ合衆国国勢調査局に拠れば、郡域全面積は1848.42平方マイル (4,787.4 km2)であり、このうち陸地は1847.00平方マイル (4,783.7 km2)、水域は1.42平方マイル (3.7 km2)で水域率は0.08%である。

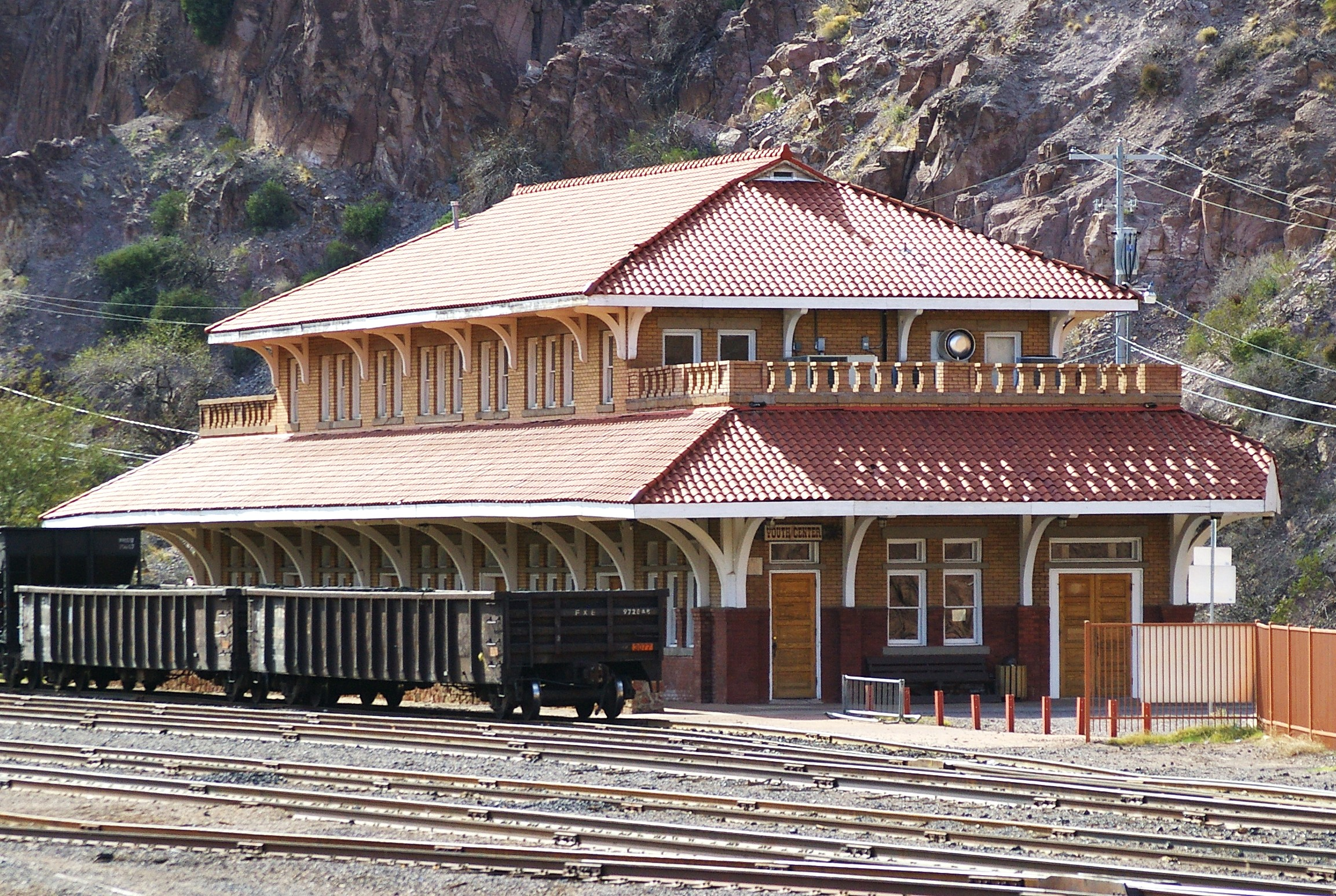
クリフトン駅、現在は商工会議所になっている

### 主要高規格道路
- アメリカ国道70号線
- アメリカ国道191号線
- アリゾナ州道75号線
- アリゾナ州道78号線

### 隣接する郡
- コチセ郡 - 南
- グレアム郡 - 西
- アパッチ郡 - 北
- カトロン郡 (ニューメキシコ州) - 東
- グラント郡 (ニューメキシコ州) - 東
- ヒダルゴ郡 (ニューメキシコ州) - 南東

### 国立保護地域
- アパッチ・シットグリーブス国立の森（部分）
- ヒラボックス水辺国立保存地域（部分）

## 人口動態
以下は2000年国勢調査による人口統計データである。
| 基礎データ - 人口: 8,547人 - 世帯数: 3,117 世帯 - 家族数: 2,266 家族 - 人口密度: 2人/km2（5人/mi2） - 住居数: 3,744軒 - 住居密度: 1軒/km2（2/mi2） 人種別人口構成 - 白人: 74.17% - アフリカン・アメリカン: 0.51%% - ネイティブ・アメリカン: 1.66% - アジア人: 0.15% - 太平洋諸島系: 0.04% - その他の人種: 20.02% - 混血: 3.45% - ヒスパニック・ラテン系: 43.07% 言語別人口構成 - スペイン語：25.19% 年齢別人口構成 - 18歳未満: 31.7% - 18-24歳: 7.5% - 25-44歳: 28.2% - 45-64歳: 22.6% - 65歳以上: 9.9% - 年齢の中央値: 34歳 - 性比（女性100人あたり男性の人口） - 総人口: 109.2 - 18歳以上: 108.0 | 世帯と家族（対世帯数） - 18歳未満の子供がいる: 39.2% - 結婚・同居している夫婦: 58.3% - 未婚・離婚・死別女性が世帯主: 9.0% - 非家族世帯: 27.3% - 単身世帯: 24.5% - 65歳以上の老人1人暮らし: 7.3% - 平均構成人数 - 世帯: 2.73人 - 家族: 3.26人 収入と家計 - 収入の中央値 - 世帯: 39,384米ドル - 家族: 43,523米ドル - 性別 - 男性: 38,952米ドル - 女性: 23,333米ドル - 人口1人あたり収入: 15,814米ドル - 貧困線以下 - 対人口: 9.9% - 対家族数: 8.0% - 18歳未満: 11.1% - 65歳以上: 8.7% |

## 町とコミュニティ

グリーンリー郡の法人化地域（灰色）と未編入領域

### 町
- クリフトン
- ダンカン

### 統計調査指定地域
- モレンシ

### その他の町
- ブルー
- スリーウェイ
- ヨーク
- シェルドン
- ロマリンダ
- ベルデリー